# Husarka, Kuibîșeve
Husarka (în ucraineană Гусарка) este localitatea de reședință a comunei Husarka din raionul Kuibîșeve, regiunea Zaporijjea, Ucraina.

## Demografie
Componența lingvistică a localității Husarka
     Rusă (78,04%)
     Ucraineană (21,38%)
Conform recensământului din 2001, majoritatea populației localității Husarka era vorbitoare de rusă (78,04%), existând în minoritate și vorbitori de ucraineană (21,38%).